# 히키 (가수)
히키(본명: 김나래, 1986년 6월 27일 ~ )은 대한민국의 가수이다. 데뷔 이전에는 노누라는 예명으로 활동했다. 